# تپه زرین گری نوریاب
تپه زرین گری نوریاب در شهرستان پاوه، بخش مرکزی، روستای نوریاب واقع شده و این اثر در تاریخ ۱۱ مرداد ۱۳۸۴ با شمارهٔ ثبت ۱۲۴۷۶ به‌عنوان یکی از آثار ملی ایران به ثبت رسیده است.